# Mario Revollo Bravo

Kardinalswappen

Mario Kardinal Revollo Bravo (* 19. Juni 1919 in Genua, Italien; † 3. November 1995 in Bogotá, Kolumbien) war ein kolumbianischer Geistlicher, Erzbischof von Bogotá und Kardinal.

## Leben
Mario Revollo Bravo wurde als Sohn des kolumbianischen Konsuls in Italien geboren. Er studierte in Bogotá und Rom die Fächer Katholische Theologie und Philosophie und empfing am 31. Oktober 1943 das Sakrament der Priesterweihe. Nach weiterführenden Studien arbeitete er ab 1948 im Erzbistum Bogotá als Schulkaplan, Dozent am Priesterseminar und als Gemeindeseelsorger. Darüber hinaus war von 1949 bis 1966 Direktor der Zeitschrift „El Catolicismo“. Während des Eucharistischen Kongresses und des Papstbesuches im Jahre 1968 versah Mario Revollo Bravo die Aufgabe des Medienbeauftragten. Am 13. November 1973 ernannte ihn Papst Paul VI. zum Titularbischof von Thinisa in Numidia und zum Weihbischof in Bogotá. Die Bischofsweihe spendete ihm der Bogotáer Erzbischof, Aníbal Kardinal Muñoz Duque, am 2. Dezember desselben Jahres. Von 1973 bis 1978 war Mario Revollo Bravo außerdem Generalvikar für pastorale Aufgaben im Erzbistum Bogotá.
Am 28. Februar 1978 ernannte ihn Paul VI. zum Erzbischof von Nueva Pamplona. Am 25. Juni 1984 beauftragte ihn Papst Johannes Paul II. mit der Leitung des Erzbistums Bogotá, zugleich übertrug er ihm auch das Amt des Militärbischofs von Kolumbien. Seine Funktion als Militärbischof behielt er lediglich ein Jahr bis Juni 1985. Im Konsistorium vom 28. Juni 1988 kreierte ihn Johannes Paul II. zum Kardinal und ernannte ihm zum Kardinalpriester der Titelkirche San Bartolomeo all’Isola.  Die Leitung des Erzbistums Bogotá legte Kardinal Revollo Bravo am 13. August 1994 aus Alters- und Krankheitsgründen nieder; dem Rücktrittsgesuch wurde von Johannes Paul II. stattgegeben.
Er starb am 3. November 1995 in Bogotá und wurde in der dortigen Kathedrale bestattet.